# انجمن مقاومت مردمی
انجمن مقاومت مردمی (ANS; روسی: Ассоциация народного сопротивления; АНС (Assotsiatsiya narodnogo soprotivleniya, ANS) یک سازمان سیاسی آنارشیستی ملی روسی است. این سازمان در سال ۲۰۱۶ توسط تعدادی از فعالان سابق جنبش‌های اراده خلق، حزب بلشویک ملی و دیگر جنبش‌ها تأسیس شد

## ایدئولوژی و نمادگرایی
انجمن مقاومت مردمی پوپولیسم چپ را با دیدگاه‌های راست افراطی ترکیب می‌کند. از نظر ایدئولوژیک ، نئونارودنیچستوو و دیدگاه‌های به سبک موقعیت سوم مانند بلشویسم ملی، آنارشیسم ملی و سندیکالیسم ملی را با هم ترکیب می‌کند. انجمن مقاومت مردمی از پرچم ارتش‌های سبز در طول جنگ داخلی روسیه و همچنین از نشان مزرعه کاشته شده استفاده می‌کند.
انجمن مقاومت مردمی خود را «وارثان سنت تاریخی چند صد ساله مبارزه آزادی‌بخش ملی مردم ما» می‌نامد: … شورشیان رازین، بولاوین و پوگاچف، دکابریست‌ها، نارودنایا ولیا و حزب انقلابیون سوسیالیست»: «ما به دیدگاه‌های چپ-ناسیونالیستی و نارودنیک پایبندیم… ما با امپریالیسم مخالفیم، این تفاوت ما با «روسیه دیگر» است، ما از همبستگی ملت‌ها و حق تعیین سرنوشت دفاع می‌کنیم… انجمن مقاومت مردمی بیشتر یک بخش راست‌گرا از «جبهه چپ» است که رشد کرد و بعدها افراد زیادی با دیدگاه‌های چپ-راست به آن پیوستند.»

## اقدامات انجمن
اولین اقدام مهم و سالانه انجمن مقاومت مردمی، راهپیمایی روسیه بود که فعالان، به همراه سایر جنبش‌ها، از سال ۲۰۱۷ آن را سازماندهی کرده‌اند. علاوه بر این، این انجمن در اعتراضات ضد فساد الکسی ناوالنی شرکت می‌کند و اقدامات خود را علیه آنها برگزار می‌کند. خود فعالان انجمن مقاومت مردمی به خاطر اقداماتشان برای عموم شناخته شده‌اند: در حمایت از اعتراضات علیه ساخت کلیسای سنت کاترین - «به خاطر یکاترینبورگ عذرخواهی کنید»، «نامزد ما یک شورش روسی است» در سن پترزبورگ - برای تحریم انتخابات ریاست جمهوری روسیه ۲۰۱۸، «شما آن را به همه پرتاب نخواهید کرد» - در دفاع از ایوان گولونوف و دیگران.

## آزار و اذیت فعالان
فعالان انجمن مقاومت مردمی اغلب در تجمعات و تظاهرات (از جمله تجمعات مورد توافق) توسط مأموران اجرای قانون بازداشت می‌شوند. در نوامبر ۲۰۱۸، دو فعال انجمن مقاومت مردمی و هماهنگ‌کننده در آستانه راهپیمایی روسیه به عنوان شاهد در یک پرونده جنایی در مورد آتش‌سوزی رها شده بازداشت شدند، جستجوهایی در آپارتمان‌های فعالان و دفتر مرکزی انجمن مقاومت مردمی انجام شد. در بهار ۲۰۱۹، اطلاعاتی در مورد یک پرونده جنایی علیه یک فعال شاخه ولگودونسک انجمن مقاومت مردمی - ولادیمیر بویارینوف - منتشر شد، فعالان بعداً این اطلاعات را تکذیب کردند و خود بویارینوف گفت که او به‌طور ویژه برای جعل یک پرونده جنایی علیه رهبری انجمن مقاومت مردمی مورد استفاده قرار گرفته است. طبق اطلاعات دیگر، بویارینوف به سادگی از انجمن مقاومت مردمی برای منافع شخصی استفاده می‌کرد. در تابستان ۲۰۱۹، در جریان اعتراضات مسکو در ۲۷ ژوئیه، دبیر مطبوعاتی انجمن مقاومت مردمی، نیکیتا زایتسف، بازداشت شد که بعداً در اداره پلیس رگ‌هایش را برید.
در تاریخ ۷ مه، حدود ساعت هفت صبح، مأموران سرویس امنیت فدرال روسیه، مرکز ای، اداره امنیت اقتصادی و مبارزه با فساد و همچنین نیروهای ویژه پلیس، در شش آدرس در مسکو جستجوهایی انجام دادند. فعالیت‌های عملیاتی در دفتر مرکزی انجمن مقاومت مردمی و در پنج آپارتمان محل زندگی فعالان انجام شد. درهای ورودی قبل از ورود وکلا توسط نیروهای امنیتی بریده شدند. اقدامات مأموران اجرای قانون توسط کارمندان کانال تلویزیونی رن فیلمبرداری شد.
دلیل این بازرسی‌ها، یک پرونده جنایی بود که طبق بند ۲ ماده ۱۷۳٫۱ - تشکیل غیرقانونی یک نهاد قانونی - آغاز شده بود. خود این پرونده علیه افراد ناشناس مطرح شد. گفته می‌شود این افراد سازمان‌های قانونی را برای فعالان انجمن مقاومت مردمی ثبت کرده و اعتبارنامه دریافت کرده‌اند.